# 容纳罗姆人的十年

容納羅姆人的十年的運動徽標

接納羅姆人的十年運動（英語：Decade of Roma Inclusion，又译作容纳罗姆人的十年、容纳罗姆人年代、罗姆包容之十年、十年纳罗斯玛等）是由七個中歐和南歐國家自發發起的一場運動，目的是為了提高羅姆人（以前多译作吉普賽人）的社會和經濟地位，以及社會對他们的包容能力。這場運動於2005年開始，计划至2015年為止。這場運動代表了歐洲首個跨國聯合改善羅姆人的生活質素的嘗試。
參與這場運動的七個國家分別是：保加利亞、克羅地亞、捷克共和國、匈牙利、馬其頓共和國、羅馬尼亞及塞爾維亞和黑山。這些國家中的羅姆人均是主要的少數民族，且不論在經濟上還是在政治上均處於不利的地位。
於是在2005年，上述國家的政府促成了這場運動，以致力于缩小羅姆人在生活條件與福利待遇上同非羅姆人的差距，并帮助他们脱离長期挣扎於貧窮線和遭受歧視的困境。至於這場運動的成效，仍有待觀察。